# Психосоматика
Психосома́тика (грец. Ψυχή— душа і грец. σῶμα — тіло) — напрям у медицині (психосоматична медицина) та психології, що займається вивченням впливу психологічних (переважно психогенних) факторів на виникнення і подальшу динаміку соматичних (тілесних) захворювань. Згідно з основним постулатом цієї науки, основою є реакція на емоційне переживання, що супроводжується функціональними змінами і патологічними порушеннями в органах. Відповідна схильність може впливати на вибір органу або системи, що пошкоджуються.
У межах психосоматики досліджувалися і досліджуються зв'язки між характеристиками особистості (конституціональні особливості, риси характеру і особистості, стилі поведінки, типи емоційних конфліктів) і тими чи іншими соматичними захворюваннями.
Популярна думка (у тому числі в альтернативній медицині), що всі хвороби людини виникають унаслідок психологічних невідповідностей і розладів, які виникають в душі, в підсвідомості, в думках людини.
Фройд видав світу знамениту теорію про "несвідоме", як продукт витіснення. В результаті, як зазначалось, деякі досить серйозні захворювання потрапили у категорію "істеричних" або "психосоматичних". Мова йде про такі недуги: бронхіальна астма, алергія, уявна вагітність, головний біль і мігрень. Сам Фройд говорив таке: "Якщо ми женемо якусь проблему у двері, потім вона, у вигляді симптому хвороб, проникає через вікно". Таким чином, людині не уникнути захворювання, якщо вона не вирішує проблему, а просто її ігнорує.
За основу психосоматики береться механізм психологічного захисту - витіснення. Це означає приблизно наступне: кожен з нас намагається гнати від себе думки, які йому неприємні. Як наслідок, ми просто відкидаємо проблеми, а не вирішуємо їх. Ми не аналізуємо проблеми, тому що боїмося поглянути їм в очі і зіштовхнутись безпосередньо з ними. Набагато простіше закрити на них очі, постаратися не думати про неприємні речі. На жаль, витіснення таким способом проблеми не зникають, а просто переходять на інший рівень. Всі наші проблеми, в результаті, трансформуються з соціального рівня (тобто, міжособистісних взаємин) або психологічного (невиконаних бажань, наших мрій і прагнень, пригнічених емоцій, будь-яких внутрішніх конфліктів), на рівень нашої фізіології.
Найбільш вивчені психологічні чинники наступних захворювань та симптомів: бронхіальна астма, виразка шлунка і дванадцятипалої кишки, есенціальна артеріальна гіпертензія, ішемічна хвороба серця, головний біль, цукровий діабет, ревматичний артрит, напруги, запаморочення, вегетативні розлади (часто «вегето-судинна дистонія»).
Соматичні захворювання, зумовлені психогенними факторами, називають «психосоматичними розладами».
В останні роки у ветеринарній медицині, завдяки появі нових методів дослідження, почала розвиватись галузь - ветеринарна психоневрологія - яка досліджує системні взаємозв'язки між діяльністю нервової системи, як єдиного цілого, та іншими органами і системами. Значну частину цієї дисципліни складає дослідження психосоматики.

## Психосоматичні захворювання
Психосоматичні захворювання — це захворювання, причинами яких є, переважно, розумові процеси хворого, а ніж, безпосередньому будь-які фізіологічні причини. Якщо медичне обстеження не може виявити фізичну або органічну причину захворювання, або якщо захворювання є результатом таких емоційних станів як гнів, тривога, неврози, депресія, почуття провини, тоді хвороба може бути класифікована як психосоматична.

## Історія
У грецькій філософії і медицині була вже поширеною думка про вплив душі та духу на тіло.
Одним з перших термін «психосоматичний» у 1818 році використав лікар Йоган-Крістіан Гейнрот (Хейнрот, Heinroth). А у 1822 році Якобі (Jacobi) доповнив цю галузь поняттям «соматопсихічний».
У наш час цей підхід поширився у 20-50-х роках XX століття. У галузі психосоматичної медицини працювали Ф. Александер, С. Джеліфф, Ф. Данбар, Е. Вейсс, О. Інгліш та ін.
У 1939 році у США почалося видання журналу «Психосоматична медицина». У 1950 році було створено Американську психосоматичну спілку.
Зигмунд Фройд досліджував психосоматичні захворювання, що сформувало його теорію про «несвідоме» і «витіснення». Багато відомих захворювань раніше класифікували як «істеричні» або «психосоматичні», наприклад: астма, алергії, уявна вагітність і мігрені. Стосовно деяких захворювань тривають суперечки, наприклад з хімічною чутливістю, синдромом війни в затоці і синдромом хронічної втоми. Деякі люди вважають, що стигмати — це психосоматичне захворювання, засноване на ототожненні з біблійними муками Христа.

## Сучасне значення
Термін «психосоматичний» почало сприйматись негативно у сучасній медицині, тому що його плутають з симуляцією, психічним розладом або відвертим шахрайством. Психосоматичний біль важко відрізнити від станів, зазначених вище, але справжній психосоматичний біль спричинений більше несвідомим розумом, ніж симптомами хвороби або пораненням. Психосоматичне захворювання може з'явитися у результаті проблем у взаєминах, стресу або інших нефізіологічних причин, які часто викликані зовнішніми факторами.

## Лікування
Для лікування психосоматичних захворювань використовуються різні види психотерапії і альтернативна медицина. У деяких випадках психосоматичні захворювання можуть загостритися або зникнути після заяви, зробленої визнаним авторитетом.
В даний час лікування в основному проводиться транквілізаторами або антидепресантами у поєднанні з психотерапією. На відміну від іпохондрії, яка деякими помилково вважається психосоматичним захворюванням, хворі психосоматичними захворюваннями відчувають справжній біль, справжню нудоту або інші справжні фізично відчутні симптоми, але без діагностованої причини.

## Психосоматичні причини хвороб
Здавна вважалося, що все, що впливає на мозок, впливає і на тіло. Але в XVII ст., медики та вчені розділили дві незалежні складові людини: тіло і розум. Відповідно, хвороби були або душевні, або тілесні, і лікували їх абсолютно різними способами.
Зараз знову є тенденція повернення до колишньої точки зору на зцілення людини.
Людина несе відповідальність як за свої хвороби, так і за своє одужання. У медичній літературі описано багато прикладів зцілення важкохворих людей, якщо вони вірили у можливість свого одужання, а головне — у можливість самостійно впливати на перебіг хвороби та її кінцевий результат. Навіть таке захворювання, як рак, що вважається невиліковним, в деяких випадках піддається лікуванню.
- Хвороби серця найчастіше виникають як наслідок нестачі любові та безпеки, а також від емоційної замкнутості. Людина, що не вірить у можливість любові або ж забороняє собі виявити свою любов до інших людей, неодмінно зіткнеться з проявами серцево-судинних захворювань.[джерело?]
- Артрити, як помічено, вражають людей, які не можуть сказати «ні» і звинувачують інших у тому, що їх експлуатують.[джерело?]
- Гіпертонія нерідко виникає через самовпевнене бажання взяти на себе непосильне навантаження, працювати без відпочинку, потребою виправдати очікування інших, залишитися значущим і шанованим в їхніх очах, у зв'язку з чим відбувається витіснення власних глибинних почуттів і потреб.[джерело?]
- Проблеми з нирками бувають викликані осудом, розчаруванням, невдачею в житті, критикою. Цим людям постійно здається, що їх обманюють і зневажають. Подібні почуття та емоції призводять до нездорових хімічних процесів у тілі.[джерело?]
- Збій імунної системи і, як наслідок, застуда є для людини сигналом з боку організму: «Зупинися, зроби перепочинок, ти занадто багато намагаєшся встигнути!»[джерело?]
- Астма, проблеми з легенями бувають викликані невмінням (або небажанням) жити самостійно.[джерело?]
- Шлункові проблеми — виразковий коліт, запори — є наслідком переживання помилок минулого, небажання відпустити старі ідеї і взяти на себе відповідальність за сьогодення. Шлунок чутливо реагує на наші проблеми, страхи, ненависть, агресивність і заздрість. Придушення цих почуттів, небажання зізнатись собі у них, спроба проігнорувати і «забути» їх замість осмислення, усвідомлення та дозволу, можуть стати причиною різних шлункових розладів.[джерело?]
- Тривале роздратування, особливо під час стресу, призводить до гастриту.[джерело?]
- Запори свідчать про надлишок накопичених почуттів, уявлень і переживань, з якими людина не може або не бажає розлучитися, не може звільнити місце для нових.[джерело?]
- Печія — свідчення витісненої агресивності.[джерело?]
- Проблеми із зором — небажання щось бачити, неприйняття навколишнього світу таким, яким він є. Аналогічно — проблеми зі слухом. Недочування, глухота наступають тоді, коли ми намагаємося ігнорувати інформацію, яка приходить до нас на аудіальному рівні.[джерело?]
- Інфекційні захворювання. Пусковими механізмами є роздратування, злість, досада. Будь-яка інфекція вказує на душевний розлад. Слабкий опір організму, на який накладається інфікування, пов'язаний з порушенням душевної рівноваги.[джерело?]
- Ожиріння — прояв тенденції захищатися від чогось. Почуття внутрішньої порожнечі часто пробуджує апетит. Процес поглинання їжі забезпечує багатьом людям відчуття «придбання». Але душевний дефіцит не заповниш їжею.[джерело?]
- Проблеми з зубами найчастіше бувають викликані нерішучістю, невмінням приймати самостійні рішення. Така людина боїться наслідків своїх рішень. Карієс віднімає в зубів твердість. Саме таким чином імунна система людини реагує на внутрішню нестійкість мрій, невпевненість у досягненні обраної мети, усвідомлення «нездоланності» життєвих труднощів.[джерело?]
- Проблеми зі спиною можуть бути наслідком пережитого, нестачі підтримки, внутрішнього перенапруження, зайвої вимогливості до себе.[джерело?]
- Безсоння — втеча від життя, небажання визнавати його тіньові сторони. Потрібно знайти істинну причину занепокоєння, навчитися підбивати підсумки дня, повернути собі нормальний ритм, дозволити собі ввечері догляд та сон — все це допоможе вирішити проблеми.[джерело?]
- Низка нещасних випадків свідчать про те, що людина відчуває себе у чомусь винною і рефлекторно карає себе.[джерело?]